# Freigericht
Freigericht település Németországban, Hessen tartományban. Lakosainak száma 14 782 fő (2023. december 31.).

## Népesség
A település népességének változása:
| Lakosok száma | 14 419 | 14 415 | 14 460 | 14 428 | 14 641 | 14 782 |
|               | 2015   | 2017   | 2019   | 2021   | 2022   | 2023   |